# Studia Iranica
Studia Iranica est une revue académique semestrielle à évaluation par les pairs, qui couvre l'histoire, la littérature et la société d'où est parlé une langue iranienne. Elle est publiée par Peeters Publishers pour le compte de l'Association pour l'avancement des études iraniennes. Les rédacteurs en chef sont Marcel Bazin (Université de Reims-Champagne-Ardenne) et Rémy Boucharlat (Université de Lyon). Ses articles sont publiés en anglais ou français.

## Résumé et indexation
Studia Iranica est résumée et indexée dans :
- Index Islamicus[2]
- International Bibliography of Periodical Literature[2]
- Bibliographie Linguistique (en)[2]
- Modern Language Association Database[2]
- Scopus[3]